# Saturniomirini
Saturniomirini es una tribu de insectos hemípteros heterópteros de la familia Miridae.

## Géneros
- Cheesmaniella - Imogen - Saturniomiris - Synthlipsis - Trilaccus